# Саша Скалушевић
Саша Скалушевић Скала (Неготин, 1981) српски је књижевник, песник, приповедач, уредник и издавач.

## Биографија
Рођен је 3. априла 1981. године у Неготину где и дан данас живи и ствара. Завршио је основну школу „Вера Радосављевић” и Средњу пољопривредну школу „Буково” (1996-2000) у Неготину. Од 1998. године објављује у књижевној периодици код нас и у региону. Заступљен у више песничких антологија и зборника. Превођен на румунски језик.
Био је члан од 1996. године Књижевне Омладине Општине Неготин до његовог престанка са радом. Један је од оснивача Крајинског књижевног клуба са седиштем у Неготину и његов председник управног одбора. Такође један је од оснивача удружења „Грађански круг” на чијем је блогу периоду 2009—2011. године писао своју колумну под називом Арттероризам и Одбрана Арттероризма. Члан је удружења културно-туристичких стваралаца источне Србије „Културисток”.
Оснивао је, организовао и водио преко стотину културних, уметничких и књижевних манифестација, програма и промоција, попут Тимочке ноћи, Свети Трифун на Рајачким пивницама, Песничке руковети и др. Од 2016. године председник је жирија награде „Мирко Петковић” коју додељује Народна библиотека „Доситеј Новаковић” у Неготину. Од 2007. године стални је члан редакције, а од 2019. године постављен је за главног и одговорног уредника часописа за књижевност, уметност и културу „Буктиња”. Као уредник часописа од 2019. до 2022. године, уредио је и објавио двадесет и три броја часописа на преко шест хиљада страна укупно.
Сарадник је часописа за књижевност, уметност, културу и библиотекарство „Библиопис”. Уредио је и био рецензент више књига.
О његовим књигама писали су књижевници, попут Јовице Аћина, Небојше Васовића, Власте Младеновића, Александра Б. Лаковића, Бориса Лазића, Радојке Плавшић, Јелене Марићевић Балаћ, Слободана Николића, Зорана Крстића, Миљана Ристића, Оливера Јовановића...

## Објављена дела
- Митови и сенке, књига поезије (Народна Библиотека Доситеј Новаковић, Неготин, 2014),[4]
- Пластична Александрија, књига поезије (Пресинг, Младеновац, 2019),[5]
- Рекреација пре пакла, збирка поезије (Пресинг, Младеновац, 2020),
- Свакодневни покушаји апокалипсе, збирка поезије (Пресинг, Младеновац, 2021),[6]
- Питање облика, збирка поезије (Пресинг, Младеновац, 2022),[7]